# Павловський Віктор Олександрович
Віктор Олександрович Павловський (5 грудня 1925, Мінськ, СРСР — 26 березня 1998, Севастополь, Україна) — радянський і український актор. Народний артист Української РСР (1982).

## Біографія
Віктор Павловський народився в родині військовослужбовця. У 1942 році вступив до Ленінградського державного театрального інституту (ЛДІТМіК), з 20 листопада 1942 року в лавах Червоної Армії.
До січня 1944 року Віктор Павловський навчався в Полтавському танковому училищі, учасник німецько-радянської війни з лютого 1944 р., гвардії молодший лейтенант, командир танка Т-34 46-го окремого батальйону зв'язку.
Після закінчення німецько-радянської війни до 1947 року служив у частинах радянських військ, що перебували на території Болгарії і Румунії.
У 1947 році демобілізувався і вступив до Московського театрального училище ім. М. С. Щепкіна. Закінчивши його, у вересні 1951 року став артистом Севастопольського драматичного театру ім. Бориса Лавреньова Чорноморського флоту Російської РФСР.
У кіно Віктор Павловський грав переважно комічні ролі другого плану. Досить часто знімався в таких режисерів, як Георгій Юнгвальд-Хількевич, Олександр Павловський, Володимир Аленіков.
У Севастопольському драматичному театрі Павловський здійснив близько двадцяти постановок, найвідоміша з яких, побачила світ у 1983 році — «Наречені по оголошенню». Вона пережила свого творця, бувши дотепер однією з найбільш касових у репертуарі театру.
У 1968 році Віктору Павловському присвоєно звання Заслуженого артиста Української РСР, а в 1982 році він був першим жителем Севастополя, удостоєним звання Народного артиста Української РСР. Як учасник німецько-радянської війни нагороджений орденом
Вітчизняної війни I ступеня
Помер у 1998 році в Севастополі. Похований Віктор Павловський на севастопольському кладовищі «5-й км» (нова сторона квартал 39, 4-й ряд, могила 1А).
Був одружений. Дочка Олена народилася в 1953 році. Проживає в Ялті.

## Фільмографія
1. 1959 — Будь-якою ціною
2. 1968 — Один шанс із тисячі — Вайзинг
3. 1969 — Небезпечні гастролі — філер
4. 1978 — Д'Артаньян та три мушкетери — суддівський
5. 1979 — Алегро з вогнем — командир ОВРа
6. 1979 — Жив-був настроювач — точильник ножів
7. 1980 — Іспанський варіант — міністр Хордана
8. 1980 — «Мерседес» втікає від погоні — шофер Шульте
9. 1981 — Куди він дінеться! — сторож
10. 1982 — Трест, що луснув — поліцейський
11. 1982 — Одружений парубок — Антон Філіпович
12. 1983 — Двоє під однією парасолькою
13. 1983 — Зелений фургон — глухий севериновец
14. 1983 — Пригоди Петрова і Васєчкіна — Микола Іванович, вчитель праці
15. 1983 — Ранній, ранній ранок... — продавець книг
16. 1986 — Була не була — Трофімич
17. 1986 — На вістрі меча
18. 1987 — Топінамбури
19. 1988 — Кримінальний талант — Іван Савелович
20. 1988 — Приморський бульвар — хворий з переломом
21. 1988 — В'язень замку Іф — керуючий банку барона Данглара
22. 1988 — Ранкове шосе
23. 1989 — Дежа вю — Васін
24. 1989 — Світла особистість — співробітник КЛООПа
25. 1989 — Мистецтво жити в Одесі — Гриша Паковський
26. 1989 — Биндюжник і Король — заступник у справах
27. 1990 — Морський вовк — Холіок
28. 1992 — Мушкетери двадцять років потому — колишній суддівський
29. 1997 — Афери, музика, любов… — Лев[3]